# Hydnocarpus cucurbitina
Hydnocarpus cucurbitina är en tvåhjärtbladig växtart som beskrevs av George King. Hydnocarpus cucurbitina ingår i släktet Hydnocarpus och familjen Achariaceae. Inga underarter finns listade i Catalogue of Life.